# Cornelius Noack
Cornelius Noack (* 20. August 1935; † 6. April 2018 in Bremen) war ein deutscher Physiker und Hochschullehrer der Universität Bremen.

## Leben
Cornelius Noack studierte bis 1961 Physik an der Ruprecht-Karls-Universität Heidelberg, unter seinen Lehrern waren die Kernphysiker Wolfgang Gentner und Hans Jensen. Nach seinem Diplom ging er 1961 für zwei Jahre zu Amos de Shalit an das Weizmann-Institut in Rechovot, Israel. Noack öffnete mit dem ersten längeren Gastaufenthalt Türen für weitere deutsche Nachwuchswissenschaftler in diesem Land.
Nach seiner Rückkehr wurde Noack 1964 in Heidelberg zum Dr. rer. nat. promoviert und drei Jahre später habilitiert. Im Zuge der 68er-Bewegung wurde der politisch interessierte Noack 1970 als Nicht-Ordinarius Prorektor der Universität Heidelberg.
Ein Jahr später erhielt Noack einen Ruf auf den ersten Lehrstuhl für theoretische Physik an der neu gegründeten Universität in Bremen. Den Wandel der roten Kaderschmiede zu einer „normalen“ Universität hat er vertreten und mitgestaltet. Wissenschaftlich war Noack im Grenzbereich zwischen Kern- und Elementarteilchenphysik tätig, unter anderem wurden Modelle für das Quark-Gluon-Plasma entwickelt. Er war über Jahrzehnte Sprecher des Instituts für Theoretische Physik und setzte sich an der Universität für dezentrale, vernetzte Rechner und gegen ein traditionelles „Rechenzentrum“ ein. Er etablierte das allgemeine physikalische Kolloquium und stellte dort regelmäßig die Leistungen der Nobelpreisträger vor. Im Ruhestand hielt Noack von 2000 bis zu einem zweiten Schlaganfall 2006 weiterhin Vorlesungen über Quantenmechanik und Quantenelektrodynamik.
Noack war Mitglied der SPD und im Land Bremen vielfach als Experte und Gutachter tätig. Nach der Nuklearkatastrophe von Tschernobyl (1986) war er stellvertretender Vorsitzender des „Bremer Energiebeirates“. Die kommerzielle Nutzung von Kernenergie hat Noack abgelehnt.
Cornelius Noack spielte selbst Oboe und war Mitglied des Freundeskreises der Deutschen Kammerphilharmonie Bremen. Er war verheiratet; aus der Ehe stammen drei Töchter.

## Schriften (Auswahl)
- Die Anwendung gruppentheoretischer Methoden in der Theorie des Schalenmodells der Atomkerne. Heidelberg 1964.
- Doppelter Ladungsaustausch von π-Mesonen an komplexen Kernen. Heidelberg 1967.
- Energie für die Stadt der Zukunft. Das Beispiel Bremen; der Abschlussbericht des Bremer Energiebeirats. Schüren, Marburg 1989.
- Zur Sicherheit von Transporten radioaktiver Stoffe auf dem Gebiet der Stadt Saarbrücken. Bremen 1990.
- Poincaré covariant particle dynamics. Bremen 1994.